# 銅線藍子魚
銅線藍子魚(學名：Siganus insomnis)，為輻鰭魚綱鱸形目刺尾魚亞目藍子魚科的其中一種，曾與金線藍子魚(S. lineatus)混淆，在2014年被認為是一個單獨的物種。分布於印度洋馬爾地夫、斯里蘭卡及印度南部海域，2014年由David J. Woodland和R. Charles Anderson首次正式描述，模式產地為馬爾地夫費杜島阿杜環礁，本魚體呈橢圓形且側扁，體側帶有多條水平、平行的青銅色縱紋，從頸背和鰓縫延伸到尾柄部，大多數線條在整個長度上都是不間斷的，沿著背鰭刺部分的基部有一排青銅色斑點，背鰭後方近尾柄處有一個大黃斑，背鰭硬棘8枚，背鰭軟條10枚，臀鰭硬棘7枚，臀鰭軟條9枚，體長可達35公分，成魚棲息在珊瑚礁、岩礁及海草床，幼魚棲息在河口，以藻類為食，屬夜行性，可做為食用魚。

## 擴展閱讀
維基物種上的相關：銅線藍子魚